# كارل ميتشهالز
كارل ميتشهالز (بالألمانية: Karl Michahelles)‏ (و. 1807 – 1834 م) هو عالم طيور، وعالم حيواني من ألمانيا . ولد في نورنبرغ .
توفي عن عمر يناهز 27 عاماً.